# 보잉 AH-6
보잉 AH-6(Boeing AH-6)은 경 헬리콥터 건쉽에 기초를 둔 MH-6 리틀버드와 MD500 시리즈의 하나이다. 보잉 로터 시스템즈에 의해 개발되었으며, 무인 리틀버드(ULB, Unmanned Little Bird) 프로토타입을 포함한다. A/MH-6X 미션 인핸스드 리틀 버드(MELB, Mission Enhanced Little Bird), 그리고 AH-6I과 AH-6S이 제안된바 있다.

## 디자인과 개발
무인 리틀 버드 프로토타입은, 보잉에서 민간용 MD530F를 변형시켜 제작하였다. 첫비행은 2004년 9월 8일 하였고, 첫 자동 비행(안전요원이 탑승한채)은 2004년 10월 16일 만들어졌다. 2006년 4월, 보잉은 ULB 시제품의 능력을 다른 헬리콥터에 사용하였다. 그중 하나가 AH-64 롱보우 아파치로 ULB의 원격 조종 무기 탑재한 보잉의 유인/무인 시스템 기술 프로토타입(AMUST-D) 프로그램이다. 초기 테스트에서 아파치 롱보우가 지상에 있는 동안 ULB는 몇마일 위로 체공하면서 ULB 테스터인 아파치 부조종사가 헬파이어 미사일을 발사했다. 두 항공기가 장착하고 있는 전술적 공통 데이터 링크 장비는 L-3 정보통신 기술로 제조 되었다.
UBL 프로토타입은 2006년 6월 30일, 미군의 유마 성능 시험장에서 처음으로 무인 모드에서 비행하였다. 비행은 20분의 예정된 시간동안 기지 주변에서 무장 지능, 감시 및 정찰 임무를 테스트하였다.

## 변형
AH-6ULB무인 리틀 버드 (ULB, Unmanned Little Bird), 무인 정찰기 시제품
AH-6U UAV개발 완료된 무인기
A/MH-6X MELB(Mission Enhanced Little Bird)
AH-6IAH-6S 수출용 버전
AH-6S Phoenix미군의 무장 정찰 프로그램에 제안된 버전

## 제원

### ULB/MD530F
정보의 출처: The International Directory of Civil Aircraft, MD 530F data
일반 특성
- 승무원: 1-2
- 용량: 5 total
- 길이: 32 ft 7 in (9.94 m)
- 로터직경: 27 ft 4 in (8.33 m)
- 높이: 8 ft 9 in (2.48 m)
- 원판면적: 587.5 sq ft (54.6 m²)
- 공허중량: 1,591 lb (722 kg)
- 최대이륙중량: 3,100 lb (1,610 kg)
- 엔진: 1× 앨리슨 250-C30 250-C30 터보샤프트, 425 shp (317 kW)  takeoff power (derated)

성능
- 최대속도: 152 knots (175 mph, 282 km/h)
- 순항속도: 135 kn (155 mph, 250 km/h)
- 항속거리: 232 nmi (267 mi, 430 km)
- 상승한도: 18,700 ft (5,700 m)
- 상승률: 2,070 ft/min (10.5 m/s)

무장
- 기관포: 

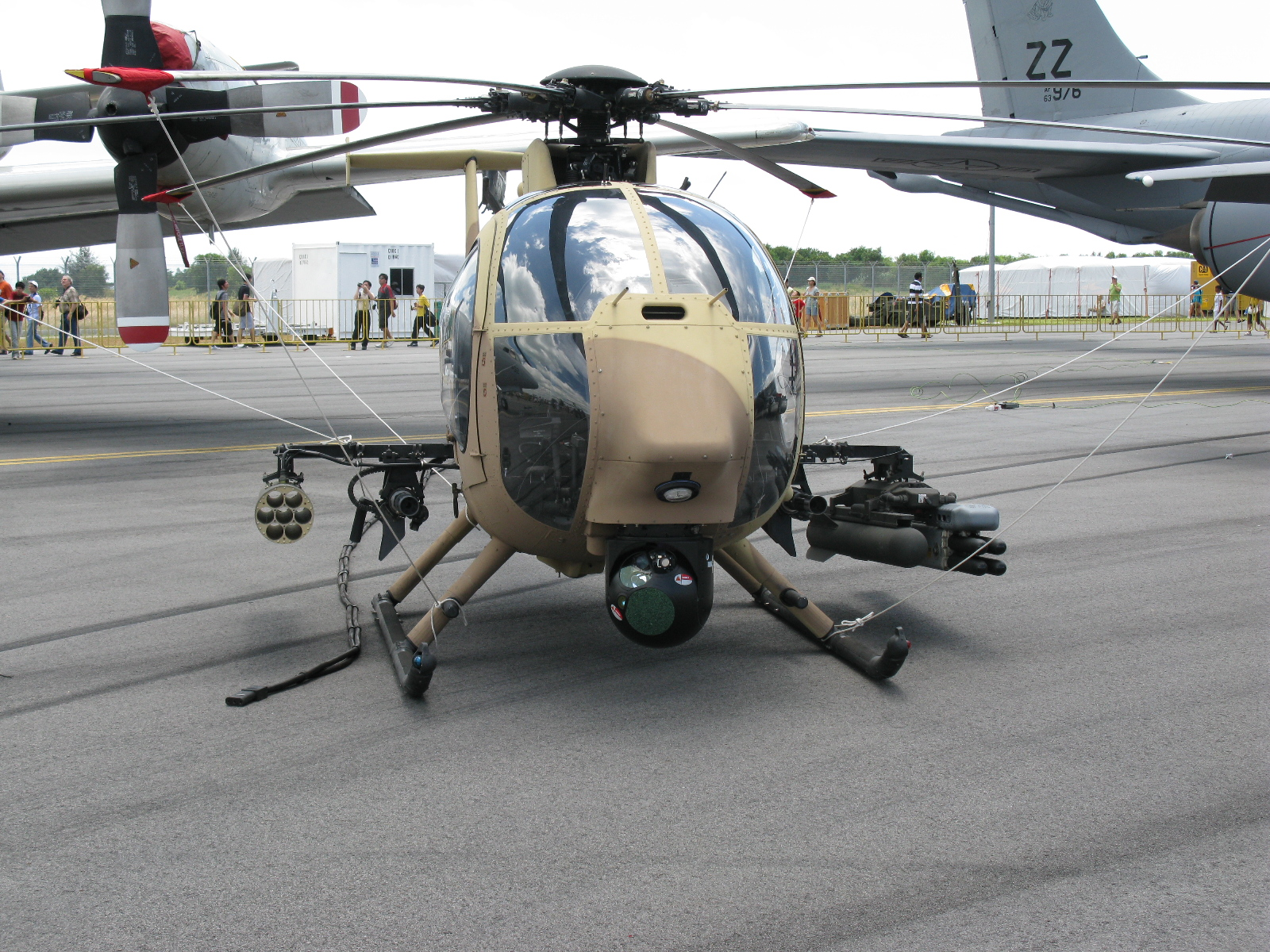
무장한 보잉 AH-6 리틀 버드. 왼쪽부터 M261 히드라 70 7발 로켓포 포드, 7.62mm M134 미니건, 헬파이어 미사일 1발, DAGR 레이저유도 로켓포 4발

  - 1× 30 mm (1.18 in) M230 체인건; or
  - 2× 12.7 mm (.50 cal) GAU-19; or
  - 2× 7.62 mm (0.30 in) M134 미니건
- 로켓: 

  - 2× LAU-68D/A 7-tubes rocket pods firing 2.75 in (70 mm) 하이드라 70
- 미사일: 

  - 대전차 유도 미사일: 2× AGM-114 헬파이어
  - 대공 미사일: 2× FIM-92 스팅어

## 같이 보기
- 휴스 OH-6 카이유스
- MD 500 디펜더
- MH-6 리틀 버드
- 벨 OH-58 카이오와